# 加布里埃尔·拉梅

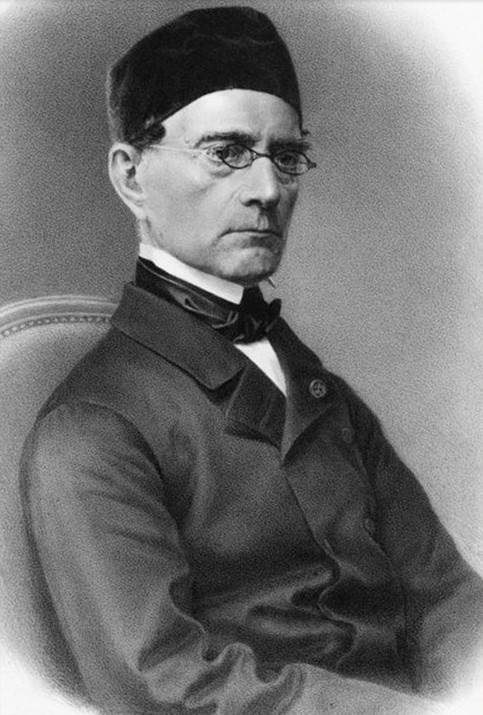
拉梅

加布里埃尔·拉梅（Gabriel Lamé，1795年7月22日—1870年5月1日），法国数学家。
拉梅年轻时学过法律，当过一家律师办事处的办事员。后来毕业于巴黎综合理工学院和巴黎高等矿业学校。1821年去俄国，在交通道路学院任教授。1832年回到法国，先后在巴黎综合理工学院和巴黎大学任教。1843年被选为巴黎科学院院士。他还是彼得堡科学院的通讯院士和许多学会的会员。
拉梅对数学的研究开始甚早。学生时代由于读到勒让德的几何教科书而引起了对数学的兴趣。1816年他给巴黎科学院提交了一篇《线与曲面相交》的论文，提出了某些新的定理。1818年发表了《解几何问题各种方法的研究》的著作，受到彭赛列和米歇尔·沙勒等的高度评价。
拉梅在后期曾致力于数学物理问题的研究。在弹性理论方面，他确定了拉梅常数。他还研究了曲线坐标理论，并引入了特殊函数，称为拉梅函数。